# Fresnelov kolektor
Fresnelov kolektor ili CLFR (engl. Compact Linear Fresnel Reflector) se sastoji od niza dugih ravnih ili malo zakrivljenih zrcala, koja rotirajući samo oko jedne osi prate položaj Sunca i reflektiraju izravne Sunčeve zrake na fiksni linijski kolektor na visini od oko 8 metara od tla, kojih može biti jedan (prototip Solarmundo, Belgija) ili više (prototip CLFR – Compact Linear Fresnel Reflectors, Australija – kompaktni linijski Fresnel reflektori). Oba spomenuta pogona su u fazi prototipa i trebali bi biti dijelovi hibridnog (kogeneracijskog) sustava, umanjujući utrošak fosilnih goriva za dobivanje električne energije. Maksimalni učinak (od oko 20 %) postiže se zahvaljujući pokretnim rotirajućim zrcalima koja ne bacaju sjenu na okolna zrcala.

## Način rada
Sunčani Fresnelov kolektor se zasniva na Fresnelovim lećama, koje se mogu naći u svjetionicima, a sastoje se od velikog broja malih ogledala ili zrcala pod različitim kutevima, koja svjetlost iz nekog izvora odbijaju i tako stvaraju paralelni snop svjetlosti. Slično tome, Fresnelov kolektor se sastoji od velikog broja ogledala, koja su pod različitim kutovima, a omogućuju da se paralelni snop Sunčeve svjetlosti fokusira u žarište, u kojem se nalazi apsorber. Glavna prednost u odnosu na parabolične reflektore je da je ovaj sustav jeftiniji. Slično kao i parabolični reflektori, ogledala trebaju pratiti kretanje Sunca samo po jednoj osi. 
Apsorber se nalazi u žarištu ogledala. Apsorber ima obično Dewarove cijevi ili vakumirano staklo, čime je moguće spriječiti toplinske gubitke kondukcijom i konvekcijom. Radno sredstvo (obično sintetičko ulje) unutar vakumirane staklene cijevi se grije i do 300 °C.

## Primjena
U ožujku 2009., njemačka tvrtka Novatec Biosol je napravila probnu Sunčevu termoelektranu PE 1, koja se zasniva na sunčanom Fresnelovom kolektorima, s instaliranom snagom od 1,4 MW. Ogledala su smještena na 18 000 m2 (1,8 ha). Ravni apsorber se nalazi na visini od 7,4 m, u kojem se voda pretvara u prezasićenu paru temperature oko 270 °C. Prezasićena para pogoni zatim parnu turbinu. Uspjeh ovog probnog postrojenja dovela je do početka gradnje nove Sunčeve termoelektrane PE 2, koja će imati instaliranu snagu od 30 MW, a nalazit će se u blizini mjesta Murcia (Španjolska). 
U mjestu Bakersfield (Kalifornija) završena je Sunčeva termoelektrana Kimberlina, koja ima instaliranu snagu 5 MW i prva je tržišna elektrana koja na radi na principu Fresnelovih kolektora.